# Gommenec'h
Gommenec'h är en kommun i departementet Côtes-d'Armor i regionen Bretagne i nordvästra Frankrike. Kommunen ligger i kantonen Lanvollon som tillhör arrondissementet Saint-Brieuc. År 2022 hade Gommenec'h 552 invånare.

## Befolkningsutveckling
Antalet invånare i kommunen Gommenec'h
Referens:INSEE